# Brzezinski
Brzezinski (forma żeńska: Brzezinska; liczba mnoga: Brzezinsky) – polskie nazwisko i wariant pisowni nazwiska Brzeziński, utworzone sufiksem -ski od nazwy miejscowej Brzezina, Brzeziniec, Brzezinka, Brzezie lub Brzeziny.

## Osoby noszące nazwisko
- Bogumił Brzezinski (ur. 1943) – polski chemik;
- Emilie Benes Brzezinski (1932–2022) – rzeźbiarka amerykańska, żona Zbigniewa Brzezińskiego;
- Mark Brzezinski (ur. 1965) – amerykański prawnik i dyplomata pochodzenia polsko-czeskiego;
- Mika Brzezinski (ur. 1967) – amerykańska dziennikarka i prezenterka telewizyjna polskiego pochodzenia.